# Pic Formosa
Pour les articles homonymes, voir Formosa.
Le pic Formosa est le point culminant des monts Tsitsikamma, une chaîne côtière située le long de la Route des Jardins en Afrique du Sud et faisant partie de la Baviaanskloof Mega Reserve.

## Histoire
Le pic fut cartographié pour la première fois en 1576 lors d’un voyage du navigateur et cartographe portugais, Manuel de Mesquita Perestrelo, lorsque son navire accosta dans la baie de Plettenberg, qu’il a nommée Bahia Formosa (« belle baie »). Le pic, qui est visible depuis la baie, avait été nommé Formosa par un autre explorateur portugais, Bartolomeu Dias, en 1488. Ce nom fut un temps déformé en Moses (Moïse), un nom encore utilisé dans la région au nord de cette montagne.

## Randonnée
En raison de son altitude et de ses vues imprenables, le pic Formosa est une destination populaire de randonnée. L’approche se fait depuis le nord via Langkloof et des pistes agricoles. Bien qu’il ne soit pas techniquement difficile, l’itinéraire de randonnée suit une crête étroite avec des pentes abruptes de chaque côté, et le long de certaines sections. Le 2 janvier 2013, Ken Webb, 72 ans, un randonneur expérimenté de la baie de Plettenberg, a perdu la vie en descendant de la montagne,.